# Ямок (Гдовский район)
Ямок — деревня в Гдовском районе Псковской области России. Входит в состав Полновской волости Гдовского района.
Расположена на правом берегу реки Желчи, в 3 км к северо-западу от волостного центра села Ямм.

## Население
Численность населения деревни на 2000 год составляла 17 человек, на 2002 год — 27 человек.